# Narek Berberian
Narek Berberian (em armênio/arménio:  Նարեկ Բերբերյան; nascido: Vazken, em armênio/arménio:  Վազգեն, 28 de outubro de 1967, Beirute, Líbano) é um religioso estadunidense de origem armênia, bispo da Igreja Apostólica Armênia, primaz da Diocese Armênia do Brasil, parte da Santa Sé de Echemiazim, desde 2014.

## Biografia

### Educação
Narek Berberian estudou na Vahan Tekeyan School em Beirute e se formou em 1981. Continuou seus estudos no Gevorkian Theological Seminary, onde defendeu sua tese intitulada “O estudo de Jó, por São Gregório de Tatev” e formou-se em 1987. Foi ordenado diácono em 1986 pelo arcebispo Husik Santurian, Grande Sacristão da Santa Sé de Echemiazim.
Começou seus estudos no Seminário Teológico Ortodoxo São Vladimir em Nova Iorque em conjunto com o Seminário Armênio São Narses, recebendo o título de Mestre em Teologia. Simultaneamente, ele teve aulas particulares de piano no Concordia College, em Nova Iorque. Narek serviu como grande sacristão interino da Catedral de São Vartan na cidade de Nova Iorque de 1991 a 1992. Estudando no Seminário Teológico Geral de Iorque com foco em estudos bíblicos, ele obteve seu segundo mestrado em Teologia Sagrada. Em 26 de julho de 1992, foi ordenado sacerdote celibatário na Catedral de São Vartan pelo arcebispo Khajag Barsamian, primaz da Diocese Armênia Oriental dos EUA.

### Atividade pastoral
Narek serviu como pároco assistente na Igreja de São Kevork em Houston de 1992 a 1993. Em 1994, foi nomeado pároco na Igreja de São Tiago, em Richmond. Nesse mesmo ano foi elevado ao posto de arquimandrita (Vardapetes) pelo arcebispo Barsamian. Durante seu serviço na Virgínia, continuou seus estudos no Union Theological Seminary e recebeu o título de Doutor em Teologia.
Em 2000, ele foi pároco da Igreja São George em Hartford, onde serviu até 2002. Serviu como pároco da Igreja de São Davi de Boca Raton de 2003 a 2013.

#### No Brasil
Em 2013, Sua Santidade Karekin II, Patriarca Supremo e Católico de Todos os Armênios, nomeou padre Nareg para servir como vigário geral da Diocese Armênia do Brasil.
No dia 31 de março de 2014, foi eleito primaz da Diocese Armênia do Brasil. Em 16 de novembro do mesmo ano, foi consagrado bispo pelo católico Karekin II.

## Prêmios
Narek Berberian foi premiado com a medalha do Ministério da Diáspora da Armênia. Em 2021, foi premiado pelo Presidente da República de Artsaque com a medalha "Vigilante Piedoso".